# Twiztid

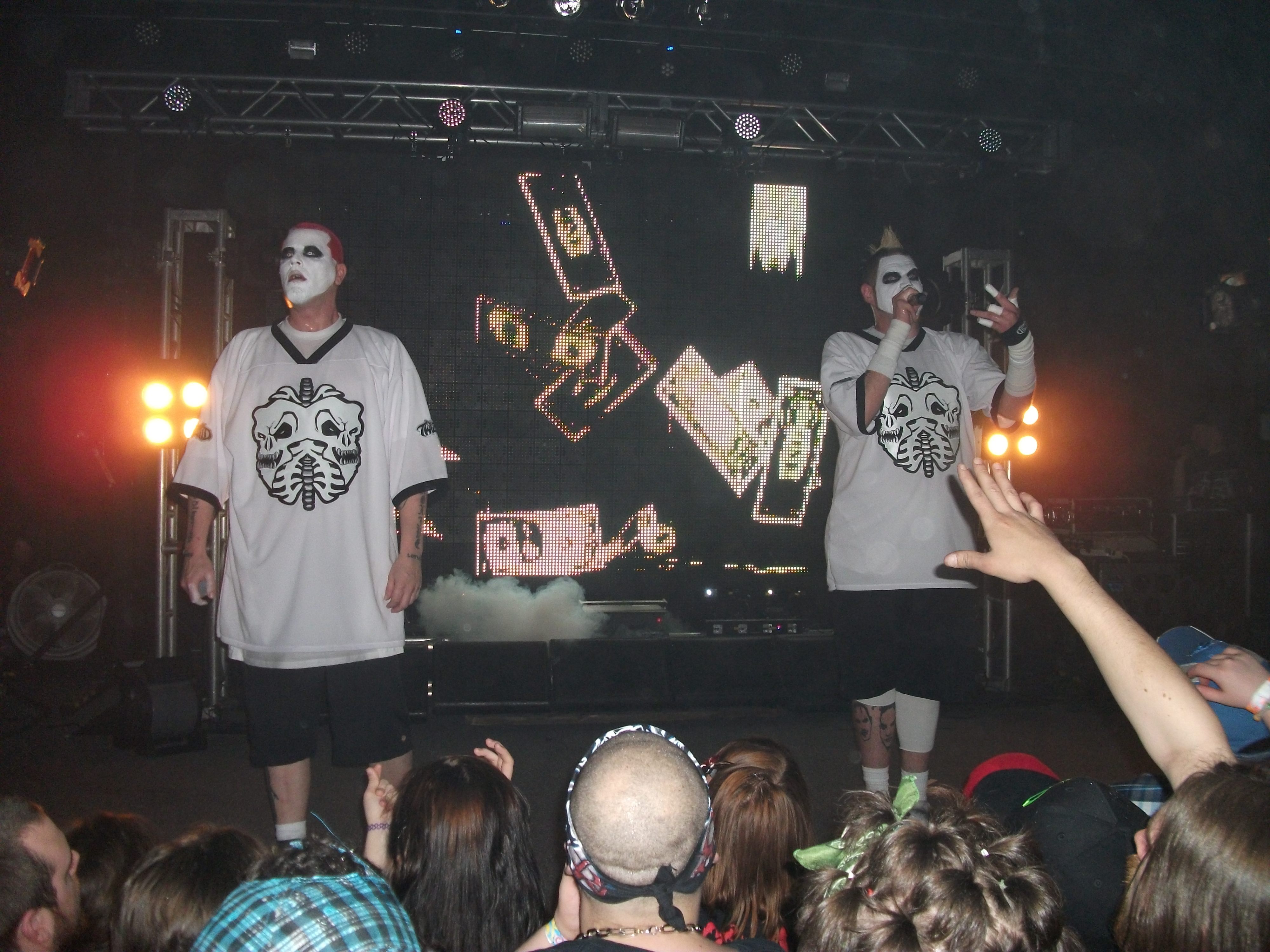

Twiztid is een Amerikaans hiphop duo uit Warren, Michigan. De groep bestaat uit Jamie Spanilo en Paul Methric, die ook bekendstaan onder de namen Jamie Madrox en Monoxide. Twiztids genre is horrorcore, en heeft 7 studio-albums en drie complicaties.